# Amīna as-Saʿīd
Amīna as-Saʿīd (arabisch أمينة السعيد, DMG Amīna as-Saʿīd; * 20. Januar 1914 in Kairo; Britisch-Ägypten; † 13. August 1995 in Kairo, Ägypten), auch bekannt als Amīna Saʿīd, war eine ägyptische Journalistin und Frauenrechtsaktivistin. Sie gründete die erste ägyptische Frauenzeitschrift namens Hawā' und war damit die erste weibliche Chefredakteurin einer Zeitschrift im Nahen Osten.

## Leben
Saʿīd wurde am 20. Januar 1914 in Kairo im damaligen britischen Protektorat Ägypten geboren. Bereits in früheren Jahren, im Altern von 14, trat sie der Ägyptischen Feministischen Union bei. 1931 begann sie als eine der ersten Frauen an der Fu'ād-I.-Universität zu studieren. Sie schloss ihr Studium in Englischer Literatur 1935 ab. Sie trug aus Protest kein Kopftuch und spielte, unter anderem, auch Tennis unverschleiert.
Später begann sie bei der Zeitung al-Musawar als Kolumnistin zu arbeiten. 1954 gründete Saʿīd die Frauenzeitschrift Hawā und leitete die Redaktion als Chefredakteurin. Sie war eine der ersten weiblichen Vollzeitjournalisten ihres Landes. 1973 wechselte sie als Redakteurin zur Zeitung al-Musawar. Von 1976 bis 1985 leitete sie die Verlagsgruppe der Zeitung.
Neben ihrer journalistischen Tätigkeit war sie zudem übte sie das Amt der Generalsekretärin der Pan-Arabischen Frauenliga aus (1958–1969). Zudem war sie stellvertretende Vorsitzende des Ägyptischen Journalistenverbandes (1959–1970).
Saʿīd starb am 13. August 1995 in Kairo an Krebs.